# Donja Podgora
Donja Podgora – wieś w Chorwacji, w żupanii krapińsko-zagorskiej, w mieście Donja Stubica. W 2011 roku liczyła 371 mieszkańców.